# Peremijjea, Radomîșl
Peremijjea (în ucraineană Переміжжя) este un sat în comuna Pîlîpovîci din raionul Radomîșl, regiunea Jîtomîr, Ucraina.

## Demografie
Componența lingvistică a localității Peremijjea
     Ucraineană (100%)
Conform recensământului din 2001, toată populația localității Peremijjea era vorbitoare de ucraineană (100%).